# Georg Greve-Lindau
Georg Greve, meist Georg Greve-Lindau (* 1. Mai 1876 in Lindau im Eichsfeld; † 16. Juli 1963 in Duderstadt), war ein deutscher Maler des Impressionismus. Während seiner frühen Lebensjahre war Greve ein bekannter Künstler, ist heute allerdings weitestgehend in Vergessenheit geraten.

## Leben

### Kindheit und Schulzeit

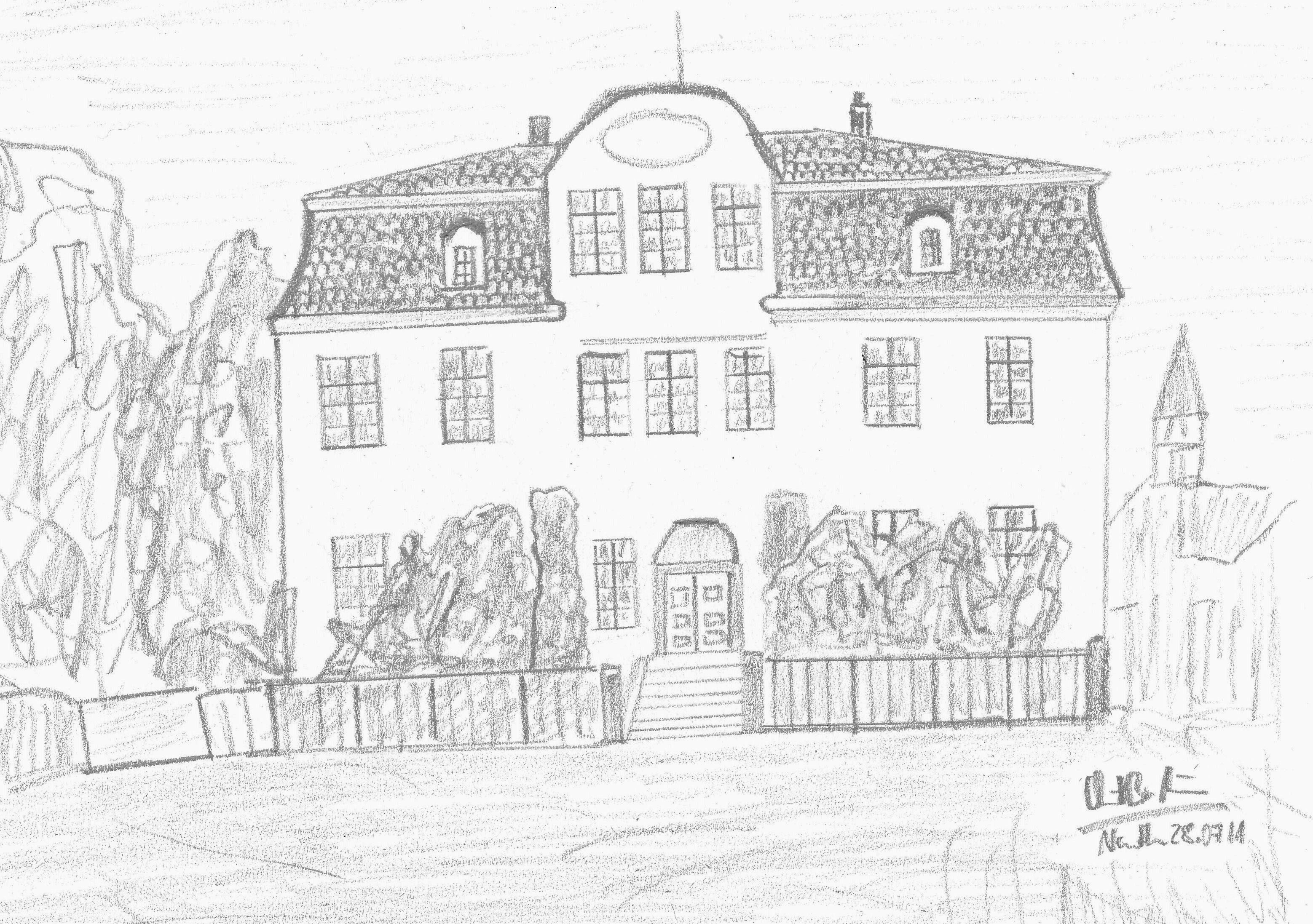
Greves Geburtshaus (1974 abgerissen)

Georg Greve wurde am 1. Mai 1876 als zweiter Sohn des Fabrikbesitzers August Greve und dessen zweiter Ehefrau Elsbeth geb. Uhl in der heute zum Landkreis Northeim gehörenden Eichsfeldortschaft Lindau geboren. Greve hatte acht weitere Geschwister, von denen drei früh starben. Schon früh interessierte sich Greve für historische Gebäude seines Heimatortes und weniger, wie vom Vater gehofft, für dessen Fabrik. Ab 1888 ging Greve auf das Andreanum-Gymnasium in Hildesheim, wo er sein Abitur ablegte. Die Zeit in Hildesheim beeinflusste ihn nachhaltig, so kam er dort erstmals in Kontakt mit Werken großer Meister im dortigen Roemer- und Pelizaeus-Museum. Schon früh wurde Greve, dessen Leidenschaft für das Malen sehr ausgeprägt war, von seiner Mutter unterstützt und diese sorgte mit dafür, dass erste Arbeiten an der Kunstakademie in München vorgelegt wurden, an der Greve ein Studium aufnehmen wollte. Die Reaktion der Akademie fiel äußerst positiv aus und schließlich gab auch Greves Vater die Zustimmung zur Ausbildung als Maler.

### Frühe Entwicklungsphase
Im April 1896 ging Greve in die Zeichenschule von Professor Ludwig Schmid-Reutte, den er auch in seinem späteren Leben noch sehr schätzte. In den folgenden Jahren unternahm er mit Mitschülern, unter anderem Alfred Kubin, Studienfahrten, auf denen erste beachtete Bilder entstanden. Einen ersten Erfolg konnte Greve 1899 erreichen, als er bei einem Wettbewerb mit dem Titel „Die Heiligen Drei Könige“  mit einem Gemälde, welches die Landschaft des Seeburger Sees wiedergab, den ersten Preis gewann. Seine Studienzeit wurde in den Jahren 1896 und 1897 vom Wehrdienst unterbrochen. Im Jahre 1900 folgte er Professor Schmid-Reutte, der nach Karlsruhe berufen wurde und freundete sich dort mit dem Maler Karl Hofer an. Auch lernte er dort seine spätere Ehefrau Lisel Ambos kennen.
Die folgenden Jahre 1901 und 1902 verbrachte er im elterlichen Haus in Lindau. Nach eigener Aussage war diese Zeit die vielleicht glücklichste seines Lebens; hier konnte er in gewohnter Umgebung künstlerisch tätig werden.  1902 ging er nach Stuttgart, um Schüler von Leopold von Kalckreuth zu werden. Greve wurde sein Meisterschüler. Von Kalckreuth interessierte sich vor allem auch für die 1901 und 1902 in Lindau entstandenen Bilder und beeinflusste den Malstil Greves in den folgenden Jahren stark. Auch Reisen nach Spanien, Holland und Paris führten dazu, dass Greves Bilder heller wurden und immer stärker zum Impressionismus tendierten.
1906 kam es zur Heirat mit Lisel Ambos, mit der er sich in Schallershof bei Erlangen niederließ. Zu diesem Zeitpunkt war auch seine Akdamiezeit abgeschlossen und er arbeitete erstmals als selbstständiger Maler. 1907 zog er nach Tennenlohe bei Nürnberg, wo er sich auch mit den Werken Albrecht Dürers beschäftigte und sich von ihnen inspirieren ließ. In dieser Zeit wurden Greves Kinder Eva und Peter geboren. Während seine Tochter, wie Greves Frau, Musikerin wurde, war sein Sohn als Maler und Bildhauer tätig.

### Künstlerischer Durchbruch

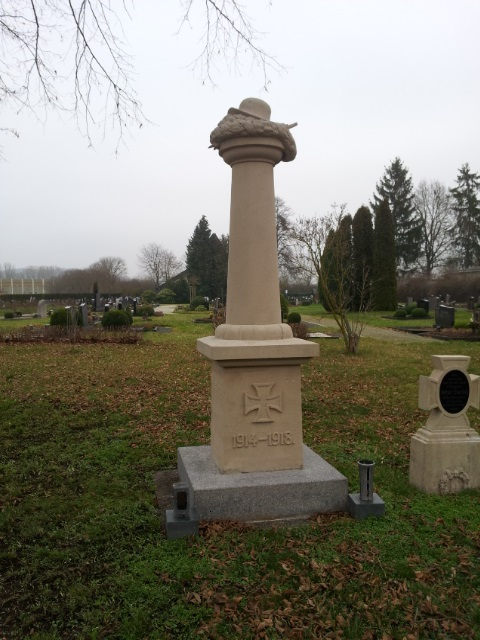
Kriegerdenkmal nach Entwürfen Greves

Die Abgeschiedenheit und Entfernung zur Kunstszene, welche Tennenlohe kennzeichneten, veranlasste ihn 1910 dazu nach Weimar, die damalige Hochburg der Kunst, zu ziehen. Dort arbeitete er mit Malern wie Max Klinger, Max Beckmann und Fritz Mackensen zusammen. Hier gelang ihm der künstlerische Durchbruch und auch Max Liebermann wurde auf ihn aufmerksam und meinte, dass man seine Werke im Blick behalten müsse. 1912 bewarb sich Greve um den bedeutsamen Villa-Romana-Preis mit dem Bild „Vorbeiziehende Menschen“, den er gewann. Dies war mit einem anschließenden kostenlosen einjährigen Aufenthalt in Florenz verbunden, der ferner mit einem hohen Geldbetrag dotiert war. Folglich sei die Zeit in Florenz frei von materiellen Sorgen und unbeschwert gewesen. Auch seien dort seine schönsten impressionistischen Bilder entstanden.
Nach der Rückkehr aus Florenz zog Greve 1914 nach Berlin, dessen Kunstszene ihn anzog, während das großstädtische Treiben ihm missfiel. Der Ausbruch des Ersten Weltkriegs und die damit verbundene Einberufung zum Militär verhinderte jedoch den Anschluss an die dortige Kunstszene. Nach dem Krieg zog er mit seiner Familie nach Wentorf bei Hamburg, wo er ein altes Bauernhaus erwarb. Hier wurde seine jüngste Tochter Rosemarie geboren. Greve war Mitglied im Hamburger Künstlerverein von 1832.
Der Erste Weltkrieg hatte auch die Kunstwelt erheblich verändert. Nicht mehr der Impressionismus, dem sich Greve weiterhin verpflichtet fühlte, war tonangebend. Stattdessen kam es zu einem Siegeszug des Expressionismus und der abstrakten Malerei. Greves Werke wurden bei Kunstausstellungen in Hamburg zwar wohlwollend zur Kenntnis genommen, sie seien jedoch „Kunst von gestern“.

### Rückzug und spätere Lebensjahre

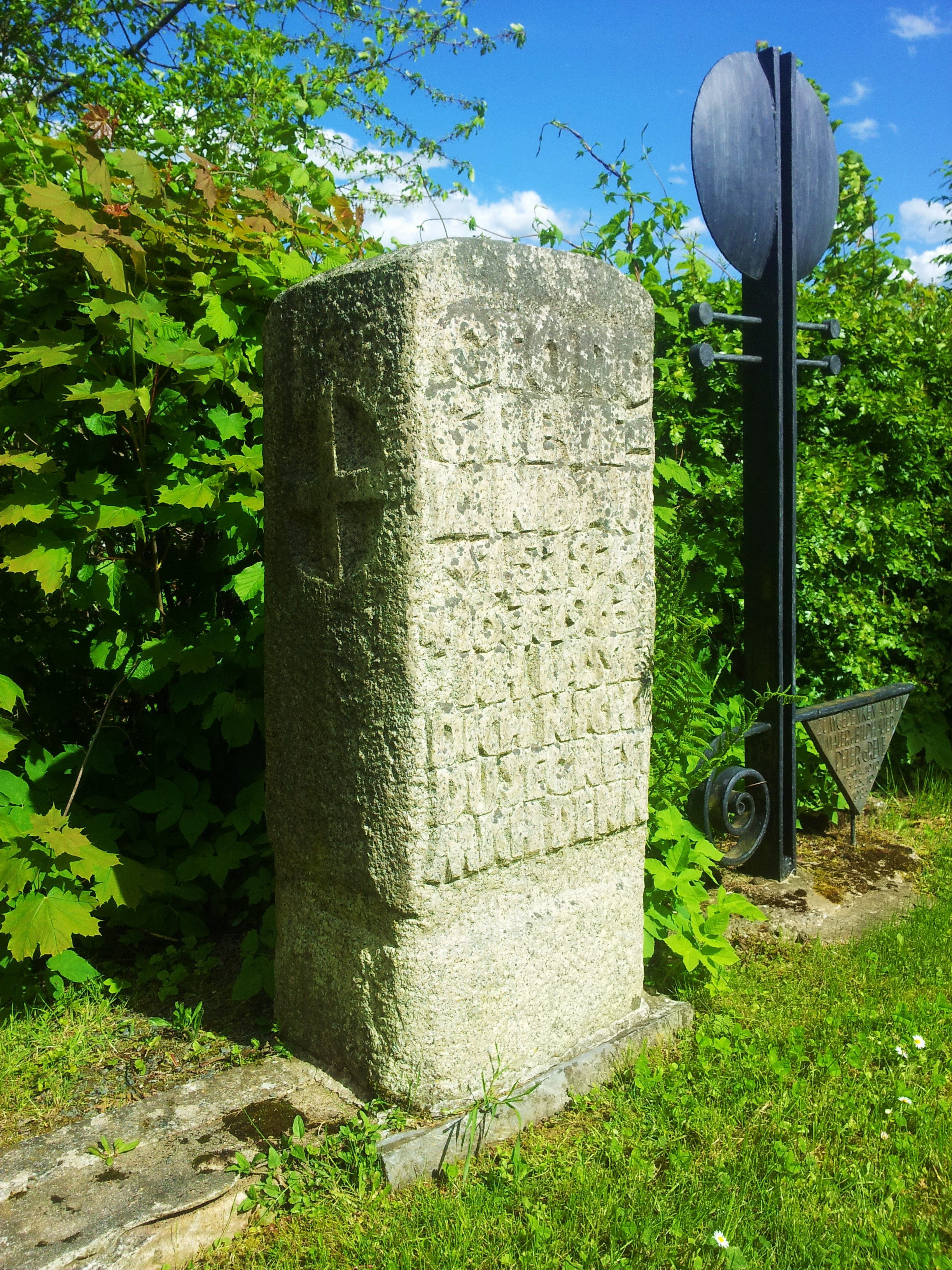
Greves Grab auf dem Katlenburger Friedhof

Die folgenden Jahre litt Greve unter starken Depressionen, die ihn bis an sein Lebensende begleiten. Der offiziellen Kunstszene hielt er sich nun fern. Er litt darunter, dass er von bedeutenden Künstlern nicht mehr gekannt und offiziell anerkannt wurde. Trotzdem setzte er sein Schaffen fort. Seine Bilder waren zu dieser Zeit in Ausstellungen in München, Weimar, Hamburg und später Göttingen zu sehen. Auch wirtschaftlich begann für Greve nach dem Krieg eine schwere Zeit. Während seine Frau die Familie mit Musikstunden über Wasser hielt, musste Greve notgedrungen künstlerisch wenig anspruchsvolle Aufträge wie das Anfertigen von Wappen, Landkarten, Firmenköpfe und Werbeschriften annehmen, was ihm nicht recht war. Um diesen Zwängen zu entgehen, ging Greve vermehrt auf Reisen, um seinen eigenen künstlerischen Ambitionen nachgehen zu können. Trotzdem musste er auch weiterhin Auftragsarbeiten ausführen, die nicht immer an seinen künstlerischen Maßstäben orientiert sein konnten. Zu Beginn der 1920er entwarf er ein Kriegerdenkmal für seinen Heimatort Lindau.
1935 heiratete er, nachdem seine erste Ehefrau Lisel gestorben war, seine Cousine Zoila Fromm, welche ebenfalls Künstlerin war. Als 1936 sein altes Bauernhaus einer Kaserne weichen musste, verließ er Hamburg und zog nach einem kurzen Aufenthalt in Kassel nach Duderstadt, um Lindau nahe sein zu können. In Duderstadt richtete er sich ein Atelier ein und war viel allein. Erhoffte Anteilnahme an seiner Kunst fand er dort aber nicht. Greve kam in seinen späten Lebensjahren vor allem öffentlichen Aufträgen nach. So malte er Bilder für den Sitzungssaal des Finanzamtes in Northeim. Auch in Einbeck und Hardegsen führte er Aufträge aus. Im Alter von über 80 Jahren bekam er den Auftrag den Rathaussaal des Duderstädter Rathauses mit einem Wandbildzyklus über die Stadtgeschichte in Freskomalerei zu erstellen, was er aufgrund des hohen Alters nicht mehr körperlich schaffte. Einige Freskos entstanden dennoch, sind aber nicht mehr erhalten.
Greves letzte Lebensjahre waren von erheblichen persönlichen Zweifeln an seiner Kunst geprägt. Aus Aufzeichnungen des Künstlers geht jedoch hervor, dass er schließlich doch noch Frieden mit seinen Werken fand.
Georg Greve starb am 16. Juli 1963. Sein Grab befindet sich auf dem Katlenburger Friedhof. Noch zu Lebzeiten hatte er sich diese Grabstätte ausgesucht.

## Sonstiges

### Ehrungen
- 1912: Villa-Romana-Preis

Nach Greve ist eine Straße in seinem Heimatort Lindau benannt, der Georg-Greve-Weg.

### Werke
- Düsel, Friedrich (Hrsg.): Gedenkbuch zu Storms hundertstem Geburtstage 14. September 1917. Westermann Braunschweig 1916. Das Buch enthält zahlreiche Illustrationen Greves zu Storms Dichtungen.
- Du mein Deutschland. Heimatbilder deutscher Künstler. Deutsche Gedichte. Neue, erweiterte Ausgabe. Verlag Fritz Heyder / Berlin-Zehlendorf. 1921. Auch hier ist Greve mit Zeichnungen vertreten.
- Kunst und Leben 1923. Ein Kalender. Berlin-Zehlendorf Fritz Heyder 15. Jg. (1923). Greve findet sich auch hier.

- Kriegerdenkmal (1920er Jahre) in Lindau. Befindet sich heute auf dem dortigen Friedhof.

Greves Werke befinden sich heute an verschiedenen Orten, unter anderem im Museum of Modern Art in New York und im Museum Villa Freischütz in Meran.
Der größte Teil seiner Werke befindet sich in Privatbesitz.